# 熊本市立竜南中学校
熊本市立竜南中学校（くまもとしりつ りゅうなんちゅうがっこう）は、熊本県熊本市中央区坪井にある公立中学校。6・3制実施により設立された熊本市立中学校9校のうちの1つ。

## 沿革
- 1947年（昭和22年） - 4月22日熊本市立龍南中学校開校。熊本市立碩台小学校に併置。
- 1948年（昭和23年） - 熊本市立桜山中学校を熊本市立龍南第二中学校として分離
- 1950年（昭和25年） - 碩台小学校より分離
- 1963年（昭和38年） - 特殊学級分教室（愛育学園）を清水町738に開設。
- 1966年（昭和41年） - 特殊学級分教室を新地分校と改称。9月1日に校訓制定。
- 1972年（昭和47年） - 分校を熊本市立楠中学校に分離。
- 1973年（昭和48年） - 熊本市立竜南中学校に改称。熊本市立養護学校新設のため新地分校廃止
- 1974年（昭和49年） - 熊本市立養護学校廃校のため新地分校再設置
- 1987年（昭和62年） - 一部を新設された熊本市立清水中学校に分離。
- 1988年（昭和63年） - 新地分校が熊本市立清水中学校へ統合。

## 歴代校長
- 初代 - 松本浩記（1947年4月 - 1952年3月）
- 2代 - 堀田豊（1952年4月 - 1956年3月）
- 3代 - 櫨本考次郎（1956年4月 - 1958年3月）
- 4代 - 宮﨑秀人（1958年4月 - 1962年3月）
- 5代 - 又吉熊雄（1962年4月 - 1964年3月）
- 6代 - 岩田統（1964年4月 - 1965年3月）
- 7代 - 中原正象（1965年4月 - 1968年3月）
- 8代 - 永山不二男
- 9代 - 松岡椎康
- 10代 - 村上学
- 11代 - 早田満明
- 12代 - 堀内恒一
- 13代 - 森寛治
- 14代 - 堀内恒一
- 15代 -西田洋宣
- 16代 - 塚本英司
- 17代 - 平川洋一
- 18代 - 山並信久
- 19代 - 山部僚一
- 20代 - 松岡洋典
- 21代 - 毎床三喜男
- 22代 - 永松一政
- 23代 - 德永光博
- 24代 - 長尾浩（2017年4月 - 2019年3月）
- 25代（現職） - 海津英孝（2019年4月 - ）

## クラブ活動

### 運動部
- 野球部
- サッカー部
- 男子バスケットボール部
- 女子バスケットボール部
- 男子バドミントン部
- 女子バドミントン部
- 剣道部

### 文化部
- 美術部
- 茶道部
- 合唱部

## 著名な卒業生
- 鬼塚雅（スノーボード選手）
- 山内要（ローカルタレント・演歌歌手）
- 姜尚中（政治学者）

## 近隣の学校・幼稚園
- 熊本市立必由館高等学校 - 隣接している
- 熊本市立黒髪小学校
- 熊本市立碩台小学校
- 熊本市立清水小学校
- 熊本市立碩台幼稚園
- 第一幼稚園
- 熊本県立済々黌高等学校